# Городоцька селищна територіальна громада
Городоцька селищна територіальна громада — територіальна громада в Україні, в Житомирському районі Житомирської області. Адміністративний центр — смт Городок.

## Загальна інформація
Територія — 37,1 кв. км, населення — 3618, з них: міське — 3578, сільське — 40 (2019 р.).

## Населені пункти
До складу громади входять 3 населені пункти — смт Біла Криниця та Городок і село Осів.

## Історія
Утворена 18 грудня 2019 року шляхом об'єднання Білокриницької та Городоцької селищних рад Радомишльського району.